# 単線織多様体
代数幾何学では、体 k 上の代数多様体が線織多様体(ruled variety)とは、k 上の何らかの多様体と射影直線との積と双有理同値となる場合をいう。単線織多様体(uniruled variety)とは、有理曲線の族により被覆されている多様体をいう。（より詳しくは、多様体 X が単線織であるとは、ある多様体 Y と支配的有理写像(dominant rational map) Y × P1 → X が存在し、Y への射影を通して分解することができない写像であるときをいう。）この考え方は、直線により覆われるアフィン空間や射影空間の中の曲面を意味する 19世紀の幾何学の線織曲面(ruled surface)の考え方から現れた。単線織多様体は、多数存在するにもかかわらず、すべての多様体の中では比較的単純であると考えるられている。

## 性質
標数 0 の体の上のすべての単線織多様体の小平次元は、−∞ である。この逆は、3 以上の次元でも成立するであろう、つまり、標数 0 の体上の小平次元が −∞ の多様体は単線織であろうと予想されている。
Boucksom, Demailly, Păun と Peternell は次の事実を示した。 標数 0 の対の上の滑らかな(smooth)射影多様体 X が単線織であることと X の標準バンドルが擬有効でない(not pseudo-effective)こととは同値であり、これはすべての次元で成立する。（「擬有効でない」ということは、ネロン・セヴィリ群と実数のテンソル積での有効因子により張られる閉凸円錐(the closed convex cone)の中にないということを意味する。） 非常に特殊なケースとして、標数 0 の体上の Pn の中の次数 d の滑らかな超曲面が単線織であることと、d ≤ n とは随伴公式により同値である。（実際に、Pn の中の次数 d ≤ n である滑らかな超曲面はファノ多様体であり、従って、有理連結である。この有理連結という条件は、単線織という条件よりも強い。）
非可算代数的閉体 k の上の多様体 X が単線織であることと、すべての k-点でその点を通る X 上の有理曲線が存在することとは同値である。これと対照的に、有限体上の代数的閉体 k 上の多様体では、単線織でないがすべての k-点でその点を通る有理曲線を持つような多様体が存在する。（奇素数 p である Fp 上の任意の非超特異(supersingular)アーベル曲面のクンマー多様体が、これらの性質を持っている。) これらの性質を持つ多様体が有理数の代数的閉体上に存在するか否かについては知られていない。
単線織性は、幾何学的性質であることに対し、線織性は幾何学的性質ではない。たとえば、実数 R 上の P2 中のコニック(conic) x2 + y2 + z2 = 0 は単線織多様体であるが、線織多様体ではない。（複素数 C 上の付随する曲線は P1 に同型であり、従って線織多様体である。）一般の位置にある標数 0 の代数的閉対上の次元 2 以下のすべての単線織多様体は、線織である。C 上の P4 の中の滑らかな 3次 3次元多様体cubic 3-folds)と滑らかな 4次 3次元多様体(quartic 3-folds)が単線織であるが線織ではない。

## 正標数
単線織性は正の標数では非常に困難なことになる。特に、一般型であっても単有理でさえある単線織な曲面が存在する。 例としては、任意の素数 p ≥ 5 に対し Fp での曲面 xp+1 + yp+1 + zp+1 + wp+1 = 0 がある。 従って、単線織性は、正標数では小平次元が −∞ であることを意味しない。
多様体 X は、多様体 Y が存在し Y への射影としては分解されないような支配的で分離的な有理写像 Y × P1 → X が存在するとき、分離的単線織(separably uniruled)であるという。（「分離的(Separable)」とは、微分が同一の点で全射である、このときには標数 0 では支配的な有理写像に対しては自動的に満たされる。）分離的単線織多様体は小平次元が −∞ である。次元 2 では逆も正しいが、高次元では正しくはない。たとえば、小平次元が -∞ であるが分離的な線織性をもたない滑らかな射影 3-次元多様体が F2 上に存在する。 正の標数では、すべての滑らかなファノ多様体が分離的単線織的であるか否かは知られていない。